# Pelseneeria stimpsonii
Pelseneeria stimpsonii is een slakkensoort uit de familie van de Eulimidae. De wetenschappelijke naam van de soort werd in 1872 voor het eerst geldig gepubliceerd door Addison Emery Verrill.